# 1. česká hokejová liga 2009/2010
1. česká hokejová liga 2009/2010 byla 17. ročníkem druhé nejvyšší české hokejové soutěže.

## Fakta
- 17. ročník samostatné druhé nejvyšší české hokejové soutěže
- V prolínací extraligové kvalifikaci tým KLH Chomutov (vítěz 1. ligy) proti BK Mladá Boleslav (Poslední celek extraligy) neuspěl - prohrál 1:4 na zápasy a zůstal v 1. lize
- Týmy Hokej Šumperk 2003 a HC Havířov Panthers přímo sestoupily do 2. ligy. Do dalšího ročníku 1. ligy postoupily týmy HC Stadion Litoměřice a IHC Písek.

## Systém soutěže (v sezoně 2009-2010)
Šestnáctka účastníků se nejprve utkala dvoukolově každý s každým doma a venku (30 kol). Následně se každý sudý tým utkal s každým lichým týmem doma a venku (16 kol). Základní část tak tedy měla 46 kol. Do play-off postoupilo 12 týmů, přičemž nejlepší 4 celky postoupily přímo do čtvrtfinále, ostatní hráli předkolo o zbylá 4 místa ve čtvrtfinále. Předkolo se hrálo na 3 vítězná utkání. Čtvrtfinále, semifinále a finále se hrálo na 4 vítězná utkání. Vítěz finále si vybojoval právo na účast v baráži o postup do extraligy, ve které se v sérii na 4 vítězné zápasy utkal s posledním týmem čtyřčlenné skupiny play-out extraligy (skupinu play out tvořily týmy, které se umístily po základní části extraligy na jedenácté až čtrnácté pozici). Kluby, které se po základní části umístily na 13. - 16. pozici, utvořily čtyřčlennou skupinu play-out, ve které se hrálo čtyřkolově každý s každým. Do ní se započítávaly i body získané v základní části. Celky, které skončily v této skupině na třetím a čtvrtém místě přímo sestoupily do 2. ligy.

## Konečná tabulka
| Vysvětlivka                          |
| ------------------------------------ |
| Přímý postup do čtvrtfinále play off |
| Postup do předkola play off          |
| Účastník play out                    |

| Poř. | Tým                      | Z  | V  | VP | R | PP | P  | Skóre   | B   |
| ---- | ------------------------ | -- | -- | -- | - | -- | -- | ------- | --- |
| 1.   | HC Slovan Ústečtí Lvi    | 46 | 34 | 6  | 0 | 3  | 3  | 190:96  | 117 |
| 2.   | KLH Chomutov             | 46 | 29 | 4  | 0 | 5  | 8  | 176:108 | 100 |
| 3.   | HC Olomouc               | 46 | 22 | 6  | 0 | 3  | 15 | 141:113 | 81  |
| 4.   | HC VCES Hradec Králové   | 46 | 20 | 6  | 0 | 6  | 14 | 142:121 | 78  |
| 5.   | SK Horácká Slavia Třebíč | 46 | 21 | 2  | 0 | 4  | 19 | 129:137 | 71  |
| 6.   | HC Dukla Jihlava         | 46 | 19 | 4  | 0 | 4  | 19 | 130:124 | 69  |
| 7.   | Orli Znojmo              | 46 | 19 | 3  | 0 | 5  | 19 | 135:132 | 68  |
| 8.   | SK Kadaň                 | 46 | 18 | 5  | 0 | 2  | 21 | 127:121 | 66  |
| 9.   | Hockey Club Tábor        | 46 | 18 | 4  | 0 | 3  | 21 | 118:134 | 65  |
| 10.  | HC Benátky nad Jizerou   | 46 | 16 | 6  | 0 | 4  | 20 | 123:128 | 64  |
| 11.  | HC Rebel Havlíčkův Brod  | 46 | 15 | 7  | 0 | 4  | 20 | 129:140 | 63  |
| 12.  | HC Vrchlabí              | 46 | 15 | 6  | 0 | 5  | 20 | 124:130 | 62  |
| 13.  | HC Chrudim               | 46 | 15 | 3  | 0 | 8  | 20 | 125:147 | 59  |
| 14.  | HC Berounští Medvědi     | 46 | 14 | 3  | 0 | 11 | 18 | 102:133 | 59  |
| 15.  | Hokej Šumperk 2003       | 46 | 12 | 6  | 0 | 2  | 26 | 134:172 | 50  |
| 16.  | HC Havířov Panthers      | 46 | 8  | 2  | 0 | 4  | 32 | 84:173  | 32* |

- Havířov odstoupil ze soutěže a stal se prvním sestupujícím.

## Hráčské statistiky základní části

### Kanadské bodování
Toto je konečné pořadí hráčů podle dosažených bodů. Za jeden vstřelený gól nebo přihrávku na gól hráč získal jeden bod.
| Poř. | Hráč            | Tým                      | Z  | G  | A  | B  | TM  | +/- |
| ---- | --------------- | ------------------------ | -- | -- | -- | -- | --- | --- |
| 1.   | Radek Duda      | KLH Chomutov             | 44 | 23 | 37 | 60 | 161 | 21  |
| 2.   | Daniel Hodek    | HC Dukla Jihlava         | 46 | 25 | 30 | 55 | 72  | 18  |
| 3.   | Tomáš Čachotský | HC Dukla Jihlava         | 46 | 17 | 36 | 53 | 34  | 19  |
| 4.   | Jaroslav Roubík | HC VCES Hradec Králové   | 43 | 21 | 24 | 45 | 20  | 12  |
| 5.   | Lukáš Nahodil   | SK Horácká Slavia Třebíč | 39 | 18 | 27 | 45 | 12  | 12  |
| 6.   | Milan Kraft     | KLH Chomutov             | 38 | 15 | 28 | 43 | 36  | 17  |
| 7.   | Ladislav Boušek | SK Kadaň KLH Chomutov    | 44 | 16 | 26 | 42 | 24  | 7   |
| 8.   | Petr Obdržálek  | SK Horácká Slavia Třebíč | 37 | 14 | 27 | 41 | 18  | 9   |
| 9.   | Jan Alinč       | HC Slovan Ústečtí Lvi    | 42 | 14 | 27 | 41 | 41  | 27  |
| 10.  | Pavel Janků     | HC Slovan Ústečtí Lvi    | 37 | 23 | 15 | 38 | 14  | 23  |

### Hodnocení brankářů
Toto je konečné pořadí nejlepších deset brankářů.
| Poř. | Hráč            | Tým                    | Z  | MIN  | OG  | PZ   | PS   | POG  | Úsp%  |
| ---- | --------------- | ---------------------- | -- | ---- | --- | ---- | ---- | ---- | ----- |
| 1.   | Lukáš Cikánek   | HC Berounští Medvědi   | 15 | 922  | 30  | 485  | 515  | 1.95 | 94.17 |
| 2.   | Filip Landsman  | HC Chrudim             | 22 | 1252 | 49  | 731  | 780  | 2.35 | 93.72 |
| 3.   | Kamil Jarina    | SK Kadaň               | 26 | 1520 | 62  | 926  | 988  | 2.45 | 93.72 |
| 4.   | Zdeněk Orct     | HC Slovan Ústečtí Lvi  | 25 | 1415 | 45  | 657  | 702  | 1.91 | 93.59 |
| 5.   | Milan Řehoř     | HC Dukla Jihlava       | 37 | 2116 | 91  | 1296 | 1387 | 2.58 | 93.44 |
| 6.   | Filip Luňák     | HC VCES Hradec Králové | 39 | 2311 | 99  | 1353 | 1452 | 2.57 | 93.18 |
| 7.   | Michal Nedvídek | HC Benátky nad Jizerou | 26 | 1410 | 52  | 680  | 732  | 2.21 | 92.90 |
| 8.   | Štefan Žigárdy  | HC Olomouc             | 38 | 2071 | 80  | 1019 | 1099 | 2.32 | 92.72 |
| 9.   | Petr Ševčík     | HC Vrchlabí            | 34 | 1896 | 89  | 1014 | 1103 | 2.82 | 91.93 |
| 10.  | Luboš Horčička  | Orli Znojmo            | 44 | 2606 | 125 | 1393 | 1518 | 2.88 | 91.77 |

## Play off

### Předkolo
- Orli Znojmo - HC Benátky nad Jizerou 4:3(PP) (1:0, 1:1, 1:2 - 1:0)
- Orli Znojmo - HC Benátky nad Jizerou 3:1 (1:0, 2:1, 0:0)
- HC Benátky nad Jizerou - Orli Znojmo 3:2(PP) (1:2, 1:0, 0:0 - 1:0)
- HC Benátky nad Jizerou - Orli Znojmo 4:6 (2:4, 1:1, 1:1)
- Konečný stav série 3 : 1 pro Orli Znojmo

- HC Dukla Jihlava - HC Rebel Havlíčkův Brod 3:2(PP) (1:1, 0:1, 1:0 - 1:0)
- HC Dukla Jihlava - HC Rebel Havlíčkův Brod 2:3(SN) (2:1, 0:1, 0:0 - 0:0)
- HC Rebel Havlíčkův Brod - HC Dukla Jihlava 2:3(SN) (1:1, 1:1, 0:0 - 0:0)
- HC Rebel Havlíčkův Brod - HC Dukla Jihlava 4:2 (0:1, 1:1, 3:0)
- HC Dukla Jihlava - HC Rebel Havlíčkův Brod 3:1 (0:0, 0:0, 3:1)
- Konečný stav série 3 : 2 pro HC Dukla Jihlava

- SK Horácká Slavia Třebíč - HC Vrchlabí 4:2 (1:1, 2:1, 1:0)
- SK Horácká Slavia Třebíč - HC Vrchlabí 2:3(PP) (0:0, 2:0, 0:2 - 0:1)
- HC Vrchlabí - SK Horácká Slavia Třebíč 3:4 (1:1, 1:1, 1:2)
- HC Vrchlabí - SK Horácká Slavia Třebíč 1:0 (1:0, 0:0, 0:0)
- SK Horácká Slavia Třebíč - HC Vrchlabí 3:2(SN) (0:0, 0:1, 2:1 - 0:0)
- Konečný stav série 3 : 2 pro SK Horácká Slavia Třebíč

- SK Kadaň - Hockey Club Tábor 4:2 (1:0, 0:2, 3:0)
- SK Kadaň - Hockey Club Tábor 7:4 (2:2, 2:0, 3:2)
- Hockey Club Tábor - SK Kadaň 3:1 (0:0, 1:0, 2:1)
- Hockey Club Tábor - SK Kadaň 4:1 (1:1, 1:0, 2:0)
- SK Kadaň - Hockey Club Tábor 5:2 (1:0, 1:2, 3:0)
- Konečný stav série 3 : 2 pro SK Kadaň

### Pavouk play off
|  | Čtvrtfinále              | Čtvrtfinále           |                        |   | Semifinále | Semifinále |  |  | Finále | Finále |
|  |                          |                       |                        |   |            |            |  |  |        |        |
|  |                          |                       |                        |   |            |            |  |  |        |        |
|  | KLH Chomutov             | 4                     |                        |   |            |            |  |  |        |        |
|  | KLH Chomutov             | 4                     |                        |   |            |            |  |  |        |        |
|  | Orli Znojmo              | 0                     |                        |   |            |            |  |  |        |        |
|  | Orli Znojmo              | 0                     | KLH Chomutov           | 4 |            |            |  |  |        |        |
|  |                          |                       | KLH Chomutov           | 4 |            |            |  |  |        |        |
|  |                          | HC Olomouc            | 1                      |   |            |            |  |  |        |        |
|  | HC Olomouc               | HC Olomouc            | 1                      | 4 |            |            |  |  |        |        |
|  | HC Olomouc               |                       |                        | 4 |            |            |  |  |        |        |
|  | HC Dukla Jihlava         | 1                     |                        |   |            |            |  |  |        |        |
|  | HC Dukla Jihlava         | 1                     | KLH Chomutov           | 4 |            |            |  |  |        |        |
|  |                          |                       | KLH Chomutov           | 4 |            |            |  |  |        |        |
|  |                          | HC Slovan Ústečtí Lvi | 3                      |   |            |            |  |  |        |        |
|  | HC VCES Hradec Králové   | HC Slovan Ústečtí Lvi | 3                      | 4 |            |            |  |  |        |        |
|  | HC VCES Hradec Králové   |                       |                        | 4 |            |            |  |  |        |        |
|  | SK Horácká Slavia Třebíč | 2                     |                        |   |            |            |  |  |        |        |
|  | SK Horácká Slavia Třebíč | 2                     | HC VCES Hradec Králové | 2 |            |            |  |  |        |        |
|  |                          |                       | HC VCES Hradec Králové | 2 |            |            |  |  |        |        |
|  |                          | HC Slovan Ústečtí Lvi | 4                      |   |            |            |  |  |        |        |
|  | HC Slovan Ústečtí Lvi    | HC Slovan Ústečtí Lvi | 4                      | 4 |            |            |  |  |        |        |
|  | HC Slovan Ústečtí Lvi    |                       |                        | 4 |            |            |  |  |        |        |
|  | SK Kadaň                 | 0                     |                        |   |            |            |  |  |        |        |
|  | SK Kadaň                 | 0                     |                        |   |            |            |  |  |        |        |

### Čtvrtfinále
- KLH Chomutov - Orli Znojmo 10:1 (4:1, 4:0, 2:0)
- KLH Chomutov - Orli Znojmo 7:1 (2:0, 2:0, 3:1)
- Orli Znojmo - KLH Chomutov 5:7 (2:1, 2:3, 1:3)
- Orli Znojmo - KLH Chomutov 1:3 (1:0, 0:0, 0:3)
- Konečný stav série 4 : 0 pro KLH Chomutov

- HC Slovan Ústečtí Lvi - SK Kadaň 3:1 (0:0, 1:1, 2:0)
- HC Slovan Ústečtí Lvi - SK Kadaň 4:0 (1:0, 2:0, 1:0)
- SK Kadaň - HC Slovan Ústečtí Lvi 6:8 (2:2, 3:3, 1:3)
- SK Kadaň - HC Slovan Ústečtí Lvi 1:6 (0:3, 1:1, 0:2)
- Konečný stav série 4 : 0 pro HC Slovan Ústečtí Lvi

- HC VCES Hradec Králové - SK Horácká Slavia Třebíč 1:4 (0:0, 0:4, 1:0)
- HC VCES Hradec Králové - SK Horácká Slavia Třebíč 3:2 (2:2, 1:0, 0:0)
- SK Horácká Slavia Třebíč - HC VCES Hradec Králové 10:4 (5:2, 4:1, 1:1)
- SK Horácká Slavia Třebíč - HC VCES Hradec Králové 0:3 (0:1, 0:2, 0:0)
- HC VCES Hradec Králové - SK Horácká Slavia Třebíč 6:3 (2:0, 2:2, 2:1)
- SK Horácká Slavia Třebíč - HC VCES Hradec Králové 1:6 (0:2, 0:1, 1:3)
- Konečný stav série 4 : 2 pro HC VCES Hradec Králové

- HC Olomouc - HC Dukla Jihlava 3:0 (0:0, 2:0, 1:0)
- HC Olomouc - HC Dukla Jihlava 5:4(PP) (1:0, 1:2, 2:2 - 1:0)
- HC Dukla Jihlava - HC Olomouc 2:3(PP) (1:0, 1:2, 0:0 - 0:1)
- HC Dukla Jihlava - HC Olomouc 5:4 (2:1, 3:1, 0:2)
- HC Olomouc - HC Dukla Jihlava 4:3(PP) (1:0, 2:2, 0:1 - 1:0)
- Konečný stav série 4 : 1 pro HC Olomouc

### Semifinále
- KLH Chomutov - HC Olomouc 3:1 (1:0, 1:0, 1:1)
- KLH Chomutov - HC Olomouc 4:2 (2:1, 1:0, 1:1)
- HC Olomouc - KLH Chomutov 3:4 SN (0:0, 0:2, 3:1)
- HC Olomouc - KLH Chomutov 2:1 (2:0, 0:0, 0:1)
- KLH Chomutov - HC Olomouc 3:0 (0:0, 1:0, 2:0)
- Konečný stav série 4 : 1 pro KLH Chomutov

- HC Slovan Ústečtí Lvi - HC VCES Hradec Králové 6:3 (2:0, 1:1, 3:2)
- HC Slovan Ústečtí Lvi - HC VCES Hradec Králové 9:1 (5:0, 4:0, 0:1)
- HC VCES Hradec Králové - HC Slovan Ústečtí Lvi 3:2 PP (0:0, 1:0, 1:2 - 1:0)
- HC VCES Hradec Králové - HC Slovan Ústečtí Lvi 6:1 (3:0, 1:0, 2:1)
- HC Slovan Ústečtí Lvi - HC VCES Hradec Králové 9:4 (2:1, 3:2, 4:1)
- HC VCES Hradec Králové - HC Slovan Ústečtí Lvi 1:5 (0:1, 1:3, 0:1)
- Konečný stav série 4 : 2 pro HC Slovan Ústečtí Lvi

### Finále
- HC Slovan Ústečtí Lvi - KLH Chomutov 2:1 (1:0, 1:1, 0:0)
- HC Slovan Ústečtí Lvi - KLH Chomutov 5:2 (2:0, 1:1, 2:1)
- KLH Chomutov - HC Slovan Ústečtí Lvi 4:3 PP (2:2, 1:1, 0:0 - 1:0)
- KLH Chomutov - HC Slovan Ústečtí Lvi 5:2 (2:1, 3:0, 0:1)
- HC Slovan Ústečtí Lvi - KLH Chomutov 4:2 (0:0, 2:1, 2:1)
- KLH Chomutov - HC Slovan Ústečtí Lvi 6:2 1:1, 3:0, 2:1
- HC Slovan Ústečtí Lvi - KLH Chomutov 1:2 1:1, 0:0, 0:1

- Konečný stav série 4 : 3 pro KLH Chomutov, který tak postoupil do baráže o extraligu.

## Play out
Skupina play out se hrála bez Havířova, který již dříve odstoupil ze soutěže a stal se tak prvním sestupujícím.
| Poř. | Tým                  | Z  | V  | VP | PP | P  | VG  | OG  | B  |
| ---- | -------------------- | -- | -- | -- | -- | -- | --- | --- | -- |
| 1.   | HC Chrudim           | 50 | 18 | 3  | 8  | 21 | 141 | 155 | 68 |
| 2.   | HC Berounští Medvědi | 50 | 16 | 3  | 12 | 19 | 108 | 140 | 66 |
| 3.   | Hokej Šumperk 2003   | 50 | 12 | 7  | 2  | 29 | 144 | 189 | 52 |

- Hokej Šumperk 2003 sestoupil do 2. ligy.

## Kvalifikace o 1. ligu
| Poř. | Tým                        | Z | V | VP | PP | P | VG | OG | B |
| ---- | -------------------------- | - | - | -- | -- | - | -- | -- | - |
| 1.   | HC Stadion Litoměřice      | 4 | 2 | 1  | 0  | 1 | 9  | 5  | 8 |
| 2.   | IHC Písek                  | 4 | 2 | 1  | 0  | 1 | 11 | 7  | 8 |
| 3.   | HC Bobři Valašské Meziříčí | 4 | 0 | 0  | 2  | 2 | 3  | 11 | 2 |

Týmy HC Stadion Litoměřice a IHC Písek si vybojovaly právo účasti v dalším ročníku 1. ligy.